# 제임스 본드 (문학 등장인물)
제임스 본드(영어: James Bond)는 영국 작가 이언 플레밍의 작품에 나오는 가상의 영국 첩보원이다. 1952년 처음 등장했다.

## 인물상
제임스 본드의 첩보원명 007의 '00'은 영국 비밀 정보국인 MI6에서 허가해 준 살인면허이며, '7'은 '살인면허를 가진 일곱번째 요원'이라는 뜻이다. 제임스 본드는 이외에도 영국 왕립 해군 자원 예비군 중령의 직함도 갖고 있다. 소설에 따르면 007 제임스 본드는 1922년생이며 영국의 스코틀랜드 출신이다. 제임스 본드는 제네바 대학교 를 잠깐 다녔으며 영어, 프랑스어, 독일어 등 3개 국어를 구사한다. 사격술, 격투기에 능해 첩보원으로서의 자질도 뛰어나지만 매력적인 외모와 화술을 가졌다. 소설 속 제임스 본드는 '테리사 트레이시 디빈첸초'(줄여서 보통 '트레이시'라고 부름)라는 여인과 결혼했으나 아내 트레이시가 악당에게 살해되는 비운을 겪었다. 원작에서의 제임스 본드의 성격은 영화에서 보다 무겁고 진지하다.

### 제임스 본드의 동료
- 소설에서는 살인면허를 받은 대원이 3명이었으나, 영화에서는 007을 제외하고도 8명이나 된다. 특징은 007을 제외한 대부분 대원이 비참한 최후를 맞았다는 것이다. 살인번호인 '00'번은 기대수명이 짧다고 한다.

1. 002 : 스페인 지브롤터 해협의 한 섬에서 훈련 중 등장함(《리빙 데이라이트》). 레바논 베이루트에서 살인 청부업자 악당 스카라망가에 의해 암살됨(《황금총을 가진 사나이》).
2. 003 : 러시아 시베리아의 빙하 속에서 시체로 발견됨(《뷰 투 어 킬》).
3. 004 : 스페인 지브롤터 해협의 한 섬에서 훈련 중 살해됨(《리빙 데이라이트》).
4. 005 : 부상으로 기지에서 근무하게 됨.
5. 006 : 소련의 신경가스 공장 파괴 중 사망한 것으로 초반에 등장(《골든 아이》)하지만 나중에 다시 나타나 007과 대립.
6. 008 : 007의 대역을 부르는 번호.

- 《골드핑거》에서는 007이 “자신이 죽으면 008이 와서 너를 죽일 거다.”라고 부자 악당 골드핑거에게 말하며, 《리빙 데이라이트》에서는 007처럼 본능을 따르는 요원이 아닌 명령을 잘 따르는 요원이라 M이 평가함(《골드 핑거》, 《리빙 데이라이트》)

1. 009 - 동독 동베를린에서 옥토퍼시의 남자 부하들에게 암살됨(《옥토퍼시》).
2. 0011 - 싱가포르에서 실종됨(문레이커).
3. 0012 - 007의 입을 통해 0012가 이미 사망했다는 것이 언급됨(《언리미티드》).